# SuperLiga (2019/2020)
SuperLiga (2019/2020) (od nazwy głównego sponsora SuperLiga CEC Bank) – dziewiąta edycja zreformowanej najwyższej klasy rozgrywkowej w rugby union w Rumunii, a jednocześnie sto trzecie mistrzostwa kraju. Zawody odbywały się w dniach 31 sierpnia 2019 – 12 września 2020 roku, a tytuł mistrzowski obroniła drużyna CSM Baia Mare.

## Informacje ogólne
W rozgrywkach miało wziąć udział wszystkich osiem drużyn poprzedniej edycji rywalizując według nieco zmodyfikowanego systemu. Pod koniec sierpnia 2019 roku Federațiă Română de Rugby potwierdziła schemat zawodów. Rozgrywki ligowe prowadzone były w pierwszej fazie systemem kołowym według modelu dwurundowego w okresie jesień-wiosna. Druga faza rozgrywek obejmowała mecze systemem pucharowym zaplanowane na drugą połowę maja 2020 roku: bezpośrednio do półfinałów awansowały dwie najlepsze drużyny, cztery kolejne zaś rywalizowały o pozostałe w nich dwa miejsca. Ostatni w ligowej tabeli klub zostałby relegowany, jeśli chęć awansu wyraziłby zwycięzca niższego poziomu rozgrywek; w analogiczny sposób odbyłby się baraż pomiędzy siódmą drużyną SuperLigi oraz wicemistrzem DNS. Ostatecznie w porównaniu z poprzednią edycją do rozgrywek przystąpiło siedem zespołów, bowiem tuż przed sezonem wycofał się CSM Bukareszt. 
Z uwagi na pandemię COVID-19 w połowie marca 2020 roku władze związku odłożyły w czasie – zaplanowane pierwotnie na kwiecień – wznowienie rozgrywek po przerwie zimowej, jeszcze w tym samym miesiącu sugerując, że w celu ich ukończenia zgodnie z pierwotnym schematem należałoby rozgrywać dwa spotkania w tygodniu. W czerwcu FRR ogłosiła harmonogram dokończenia mistrzostw: zrezygnowano z pozostałych meczów fazy grupowej, trzyrundowa faza pucharowa miała zostać rozegrana w drugiej połowie sierpnia, zaś zespoły zostały rozstawione według wyników osiągniętych po dziewięciu rozegranych jesienią kolejkach; terminy zostały następnie przesunięte o dwa tygodnie. Wprowadzono jednocześnie regulacje dotyczące organizacji meczów w reżimie sanitarnym, testów, kwarantanny itd.
Pod koniec kwietnia z uwagi na problemy spowodowane przez pandemię COVID-19 z rozgrywek wycofał się plasujący się na szóstej lokacie klub SCM Gloria Buzău, do fazy pucharowej przystąpiło zatem wszystkie pozostałe sześć zespołów, a bezpośrednio do półfinałów awansowali obrońcy tytułu i Steaua. W meczach play-off lepsze okazały się Dinamo i klub z Timișoary, ten ostatni następnie pokonał po wyrównanym pojedynku Steauę, zaś zawodnicy z Baia Mare łatwo uporali się ze stołecznym Dinamem. Mecze o medale będące podwójnymi derby zostały rozegrane bez udziału publiczności na neutralnym stadionie w Braszowie i były transmitowane przez TVR1. Tytuł mistrzowski obronił klub CSM Baia Mare, zaś brąz zdobyła Steaua.

## Drużyny
| Klub                         | Miasto      | 2018/2019 |
| ---------------------------- | ----------- | --------- |
| CSM Știința Baia Mare        | Baia Mare   | 1.        |
| Steaua Bukareszt             | Bukareszt   | 2.        |
| Timișoara Saracens           | Timișoara   | 4.        |
| CS Universitatea Cluj-Napoca | Kluż-Napoka | 5.        |
| Dinamo Bukareszt             | Bukareszt   | 6.        |
| SCM Gloria Buzău             | Buzău       | 7.        |
| CS Tomitanii Constanța       | Konstanca   | 8.        |

## Faza grupowa
| 31 sierpnia 2019 10:30 | CSM Știința Baia Mare | 42:17 | ACS Tomitanii Constanța | Arena Zimbrilor, Baia Mare |
| 31 sierpnia 2019 10:30 |                       |       |                         | Arena Zimbrilor, Baia Mare |

| 31 sierpnia 2019 10:30 | Steaua Bukareszt | 33:17 | SCM Gloria Buzău | Ghencea, Bukareszt |
| 31 sierpnia 2019 10:30 |                  |       |                  | Ghencea, Bukareszt |

| 31 sierpnia 2019 10:30 | Timișoara Saracens | 54:18 | CS Universitatea Cluj-Napoca | Stadion Dan Păltinișanu, Timișoara |
| 31 sierpnia 2019 10:30 |                    |       |                              | Stadion Dan Păltinișanu, Timișoara |

| 07 września 2019 10:30 | ACS Tomitanii Constanța | 24:34 | CS Universitatea Cluj-Napoca | Stadionul Mihai Naca, Konstanca |
| 07 września 2019 10:30 |                         |       |                              | Stadionul Mihai Naca, Konstanca |

| 07 września 2019 10:30 | CSM Știința Baia Mare | 18:15 | Steaua Bukareszt | Arena Zimbrilor, Baia Mare |
| 07 września 2019 10:30 |                       |       |                  | Arena Zimbrilor, Baia Mare |

| 07 września 2019 12:30 | Dinamo Bukareszt | 14:52 | Timișoara Saracens | Stadion Florea Dumitrache, Bukareszt |
| 07 września 2019 12:30 |                  |       |                    | Stadion Florea Dumitrache, Bukareszt |

| 14 września 2019 10:30 | Steaua Bukareszt | 80:19 | ACS Tomitanii Constanța | Ghencea, Bukareszt |
| 14 września 2019 10:30 |                  |       |                         | Ghencea, Bukareszt |

| 14 września 2019 10:30 | CS Universitatea Cluj-Napoca | 28:20 | Dinamo Bukareszt | Parcul Sportiv Iuliu Hațieganu, Kluż-Napoka |
| 14 września 2019 10:30 |                              |       |                  | Parcul Sportiv Iuliu Hațieganu, Kluż-Napoka |

| 14 września 2019 12:30 | Timișoara Saracens | 38:10 | SCM Gloria Buzău | Stadion Dan Păltinișanu, Timișoara |
| 14 września 2019 12:30 |                    |       |                  | Stadion Dan Păltinișanu, Timișoara |

| 21 września 2019 10:00 | ACS Tomitanii Constanța | 26:36 | Dinamo Bukareszt | Stadionul Mihai Naca, Konstanca |
| 21 września 2019 10:00 |                         |       |                  | Stadionul Mihai Naca, Konstanca |

| 21 września 2019 10:30 | SCM Gloria Buzău | 31:21 | CS Universitatea Cluj-Napoca | Stadionul Municipal, Buzău |
| 21 września 2019 10:30 |                  |       |                              | Stadionul Municipal, Buzău |

| 21 września 2019 17:00 | CSM Știința Baia Mare | 28:24 | Timișoara Saracens | Arena Zimbrilor, Baia Mare |
| 21 września 2019 17:00 |                       |       |                    | Arena Zimbrilor, Baia Mare |

| 28 września 2019 11:00 | CS Universitatea Cluj-Napoca | 15:52 | CSM Știința Baia Mare | Parcul Sportiv Iuliu Hațieganu, Kluż-Napoka |
| 28 września 2019 11:00 |                              |       |                       | Parcul Sportiv Iuliu Hațieganu, Kluż-Napoka |

| 28 września 2019 11:00 | Dinamo Bukareszt | 31:15 | SCM Gloria Buzău | Stadion Florea Dumitrache, Bukareszt |
| 28 września 2019 11:00 |                  |       |                  | Stadion Florea Dumitrache, Bukareszt |

| 28 września 2019 17:00 | Timișoara Saracens | 13:20 | Steaua Bukareszt | Stadion Dan Păltinișanu, Timișoara |
| 28 września 2019 17:00 |                    |       |                  | Stadion Dan Păltinișanu, Timișoara |

| 04 października 2019 10:00 | Timișoara Saracens | 69:7 | ACS Tomitanii Constanța | Stadion Dan Păltinișanu, Timișoara |
| 04 października 2019 10:00 |                    |      |                         | Stadion Dan Păltinișanu, Timișoara |

| 05 października 2019 11:00 | SCM Gloria Buzău | 3:48 | CSM Știința Baia Mare | Stadionul Municipal, Buzău |
| 05 października 2019 11:00 |                  |      |                       | Stadionul Municipal, Buzău |

| 05 października 2019 15:30 | Dinamo Bukareszt | 7:36 | Steaua Bukareszt | Stadion Florea Dumitrache, Bukareszt |
| 05 października 2019 15:30 |                  |      |                  | Stadion Florea Dumitrache, Bukareszt |

| 11 października 2019 15:00 | Steaua Bukareszt | 61:19 | CS Universitatea Cluj-Napoca | Ghencea, Bukareszt |
| 11 października 2019 15:00 |                  |       |                              | Ghencea, Bukareszt |

| 12 października 2019 11:00 | ACS Tomitanii Constanța | 22:45 | SCM Gloria Buzău | Stadionul Mihai Naca, Konstanca |
| 12 października 2019 11:00 |                         |       |                  | Stadionul Mihai Naca, Konstanca |

| 12 października 2019 11:00 | CSM Știința Baia Mare | 44:17 | Dinamo Bukareszt | Arena Zimbrilor, Baia Mare |
| 12 października 2019 11:00 |                       |       |                  | Arena Zimbrilor, Baia Mare |

| 16 października 2019 16:00 | CS Universitatea Cluj-Napoca | 27:19 | Timișoara Saracens | Parcul Sportiv Iuliu Hațieganu, Kluż-Napoka |
| 16 października 2019 16:00 |                              |       |                    | Parcul Sportiv Iuliu Hațieganu, Kluż-Napoka |

| 19 października 2019 11:00 | ACS Tomitanii Constanța | 18:54 | CSM Știința Baia Mare | Stadionul Mihai Naca, Konstanca |
| 19 października 2019 11:00 |                         |       |                       | Stadionul Mihai Naca, Konstanca |

| 19 października 2019 11:00 | SCM Gloria Buzău | 19:45 | Steaua Bukareszt | Stadionul Municipal, Buzău |
| 19 października 2019 11:00 |                  |       |                  | Stadionul Municipal, Buzău |

| 24 października 2019 12:00 | Timișoara Saracens | 32:29 | Dinamo Bukareszt | Stadion Dan Păltinișanu, Timișoara |
| 24 października 2019 12:00 |                    |       |                  | Stadion Dan Păltinișanu, Timișoara |

| 26 października 2019 11:00 | CS Universitatea Cluj-Napoca | 40:34 | ACS Tomitanii Constanța | Parcul Sportiv Iuliu Hațieganu, Kluż-Napoka |
| 26 października 2019 11:00 |                              |       |                         | Parcul Sportiv Iuliu Hațieganu, Kluż-Napoka |

| 26 października 2019 14:00 | Steaua Bukareszt | 19:20 | CSM Știința Baia Mare | Ghencea, Bukareszt |
| 26 października 2019 14:00 |                  |       |                       | Ghencea, Bukareszt |

| 04 kwietnia 2020 11:00 | ACS Tomitanii Constanța | odwołany | Steaua Bukareszt | Stadionul Mihai Naca, Konstanca |
| 04 kwietnia 2020 11:00 |                         |          |                  | Stadionul Mihai Naca, Konstanca |

| 04 kwietnia 2020 11:00 | SCM Gloria Buzău | odwołany | Timișoara Saracens | Stadionul Municipal, Buzău |
| 04 kwietnia 2020 11:00 |                  |          |                    | Stadionul Municipal, Buzău |

| 04 kwietnia 2020 11:00 | Dinamo Bukareszt | odwołany | CS Universitatea Cluj-Napoca | Stadionul Olimpia, Bukareszt |
| 04 kwietnia 2020 11:00 |                  |          |                              | Stadionul Olimpia, Bukareszt |

| 11 kwietnia 2020 11:00 | Dinamo Bukareszt | odwołany | ACS Tomitanii Constanța | Stadion Florea Dumitrache, Bukareszt |
| 11 kwietnia 2020 11:00 |                  |          |                         | Stadion Florea Dumitrache, Bukareszt |

| 11 kwietnia 2020 11:00 | CS Universitatea Cluj-Napoca | odwołany | SCM Gloria Buzău | Parcul Sportiv Iuliu Hațieganu, Kluż-Napoka |
| 11 kwietnia 2020 11:00 |                              |          |                  | Parcul Sportiv Iuliu Hațieganu, Kluż-Napoka |

| 11 kwietnia 2020 11:00 | Timișoara Saracens | odwołany | CSM Știința Baia Mare | Stadionul Gheorghe Rășcanu, Timișoara |
| 11 kwietnia 2020 11:00 |                    |          |                       | Stadionul Gheorghe Rășcanu, Timișoara |

| 25 kwietnia 2020 11:00 | Steaua Bukareszt | odwołany | Timișoara Saracens | Ghencea, Bukareszt |
| 25 kwietnia 2020 11:00 |                  |          |                    | Ghencea, Bukareszt |

| 25 kwietnia 2020 11:00 | CSM Știința Baia Mare | odwołany | CS Universitatea Cluj-Napoca | Arena Zimbrilor, Baia Mare |
| 25 kwietnia 2020 11:00 |                       |          |                              | Arena Zimbrilor, Baia Mare |

| 25 kwietnia 2020 11:00 | SCM Gloria Buzău | odwołany | Dinamo Bukareszt | Stadionul Municipal, Buzău |
| 25 kwietnia 2020 11:00 |                  |          |                  | Stadionul Municipal, Buzău |

| 02 maja 2020 11:00 | ACS Tomitanii Constanța | odwołany | Timișoara Saracens | Stadionul Mihai Naca, Konstanca |
| 02 maja 2020 11:00 |                         |          |                    | Stadionul Mihai Naca, Konstanca |

| 02 maja 2020 11:00 | Steaua Bukareszt | odwołany | Dinamo Bukareszt | Ghencea, Bukareszt |
| 02 maja 2020 11:00 |                  |          |                  | Ghencea, Bukareszt |

| 02 maja 2020 11:00 | CSM Știința Baia Mare | odwołany | SCM Gloria Buzău | Arena Zimbrilor, Baia Mare |
| 02 maja 2020 11:00 |                       |          |                  | Arena Zimbrilor, Baia Mare |

| 09 maja 2020 11:00 | SCM Gloria Buzău | odwołany | ACS Tomitanii Constanța | Stadionul Municipal, Buzău |
| 09 maja 2020 11:00 |                  |          |                         | Stadionul Municipal, Buzău |

| 09 maja 2020 11:00 | Dinamo Bukareszt | odwołany | CSM Știința Baia Mare | Stadion Florea Dumitrache, Bukareszt |
| 09 maja 2020 11:00 |                  |          |                       | Stadion Florea Dumitrache, Bukareszt |

| 09 maja 2020 11:00 | CS Universitatea Cluj-Napoca | odwołany | Steaua Bukareszt | Parcul Sportiv Iuliu Hațieganu, Kluż-Napoka |
| 09 maja 2020 11:00 |                              |          |                  | Parcul Sportiv Iuliu Hațieganu, Kluż-Napoka |

## Faza pucharowa
|  |                              |                              |          |                   |                       |                    |                    |                   |                       |                       |        |        |        |
|  | Play-off                     | Play-off                     | Play-off |                   |                       | Półfinały          | Półfinały          | Półfinały         |                       |                       | Finały | Finały | Finały |
|  | Play-off                     | Play-off                     | Play-off |                   |                       | Półfinały          | Półfinały          | Półfinały         |                       |                       | Finały | Finały | Finały |
|  |                              |                              |          |                   |                       |                    |                    |                   |                       |                       |        |        |        |
|  |                              |                              |          |                   |                       |                    |                    |                   |                       |                       |        |        |        |
|  |                              |                              |          | 1                 | CSM Știința Baia Mare | 76                 |                    |                   |                       |                       |        |        |        |
|  |                              |                              |          | 1                 | CSM Știința Baia Mare | 76                 |                    |                   |                       |                       |        |        |        |
|  | 4                            | CS Universitatea Cluj-Napoca | 13       |                   |                       | 5                  | Dinamo Bukareszt   | 19                |                       |                       |        |        |        |
|  | 4                            | CS Universitatea Cluj-Napoca | 13       |                   |                       | 5                  | Dinamo Bukareszt   | 19                |                       |                       |        |        |        |
|  | 5                            | Dinamo Bukareszt             | 20       |                   |                       |                    |                    |                   | CSM Știința Baia Mare | CSM Știința Baia Mare | 23     |        |        |
|  | 5                            | Dinamo Bukareszt             | 20       |                   |                       |                    |                    |                   | CSM Știința Baia Mare | CSM Știința Baia Mare | 23     |        |        |
|  |                              |                              |          |                   |                       | Timișoara Saracens | Timișoara Saracens | 17                |                       |                       |        |        |        |
|  |                              |                              |          |                   |                       | Timișoara Saracens | Timișoara Saracens | 17                |                       |                       |        |        |        |
|  |                              |                              |          | 2                 | Steaua Bukareszt      | 20                 |                    |                   |                       |                       |        |        |        |
|  |                              |                              |          | 2                 | Steaua Bukareszt      | 20                 |                    |                   |                       |                       |        |        |        |
|  | 3                            | Timișoara Saracens           | 57       |                   |                       | 3                  | Timișoara Saracens | 21                |                       |                       |        |        |        |
|  | 3                            | Timișoara Saracens           | 57       |                   |                       | 3                  | Timișoara Saracens | 21                |                       |                       |        |        |        |
|  | 6                            | ACS Tomitanii Constanța      | 15       |                   |                       |                    |                    |                   |                       |                       |        |        |        |
|  | 6                            | ACS Tomitanii Constanța      | 15       |                   |                       |                    |                    |                   |                       |                       |        |        |        |
|  |                              |                              |          | Mecz o 5. miejsce | Mecz o 5. miejsce     | Mecz o 5. miejsce  | Mecz o 3. miejsce  | Mecz o 3. miejsce | Mecz o 3. miejsce     |                       |        |        |        |
|  |                              |                              |          | Mecz o 5. miejsce | Mecz o 5. miejsce     | Mecz o 5. miejsce  | Mecz o 3. miejsce  | Mecz o 3. miejsce | Mecz o 3. miejsce     |                       |        |        |        |
|  |                              |                              |          |                   |                       |                    |                    |                   |                       |                       |        |        |        |
|  |                              |                              |          |                   |                       |                    |                    |                   |                       |                       |        |        |        |
|  | CS Universitatea Cluj-Napoca | CS Universitatea Cluj-Napoca | 23       | Dinamo Bukareszt  | Dinamo Bukareszt      | 13                 |                    |                   |                       |                       |        |        |        |
|  | CS Universitatea Cluj-Napoca | CS Universitatea Cluj-Napoca | 23       | Dinamo Bukareszt  | Dinamo Bukareszt      | 13                 |                    |                   |                       |                       |        |        |        |
|  | ACS Tomitanii Constanța      | ACS Tomitanii Constanța      | 29       | Steaua Bukareszt  | Steaua Bukareszt      | 33                 |                    |                   |                       |                       |        |        |        |
|  | ACS Tomitanii Constanța      | ACS Tomitanii Constanța      | 29       | Steaua Bukareszt  | Steaua Bukareszt      | 33                 |                    |                   |                       |                       |        |        |        |

Play-off
| 30 sierpnia 2020 15:30 | CS Universitatea Cluj-Napoca | 13:20 | Dinamo Bukareszt | Stadion NOUA, Braszów |
| 30 sierpnia 2020 15:30 | Relacja                      |       |                  | Stadion NOUA, Braszów |

| 29 sierpnia 2020 15:30 | Timișoara Saracens | 57:15 | ACS Tomitanii Constanța | Stadion NOUA, Braszów |
| 29 sierpnia 2020 15:30 | Relacja            |       |                         | Stadion NOUA, Braszów |

Mecz o 5. miejsce
| 05 września 2020 10:00 | CS Universitatea Cluj-Napoca | 23:29 | ACS Tomitanii Constanța | Parcul Sportiv Iuliu Hațieganu, Kluż-Napoka |
| 05 września 2020 10:00 | Relacja                      |       |                         | Parcul Sportiv Iuliu Hațieganu, Kluż-Napoka |

Półfinały
| 05 września 2020 15:30 | CSM Știința Baia Mare | 76:19 | Dinamo Bukareszt | Arena Zimbrilor, Baia Mare |
| 05 września 2020 15:30 | Relacja               |       |                  | Arena Zimbrilor, Baia Mare |

| 06 września 2020 15:30 | Steaua Bukareszt | 20:21 | Timișoara Saracens | Ghencea, Bukareszt |
| 06 września 2020 15:30 | Relacja          |       |                    | Ghencea, Bukareszt |

Mecz o 3. miejsce
| 12 września 2020 10:00 | Dinamo Bukareszt | 13:33 | Steaua Bukareszt | Stadion NOUA, Braszów |
| 12 września 2020 10:00 | Relacja          |       |                  | Stadion NOUA, Braszów |

Mecz o 1. miejsce
| 12 września 2020 15:30 | CSM Știința Baia Mare | 23:17 | Timișoara Saracens | Stadion NOUA, Braszów |
| 12 września 2020 15:30 | Relacja               |       |                    | Stadion NOUA, Braszów |

## Klasyfikacja końcowa
| Miejsce | Klub                         | Składy |
| ------- | ---------------------------- | ------ |
| złoto   | CSM Știința Baia Mare        |        |
| srebro  | Timișoara Saracens           |        |
| brąz    | Steaua Bukareszt             |        |
| 4       | Dinamo Bukareszt             |        |
| 5       | ACS Tomitanii Constanța      |        |
| 6       | CS Universitatea Cluj-Napoca |        |
| –       | SCM Gloria Buzău             |        |